# هیدروژن فلوئورید
هیدروژن فلورید با فرمول Hydrogen fluoride) HF) یک ترکیب شیمیایی گازیِ سبک‌تر از هوا است. این ترکیب در دمای کمی کمتر از دمای معمولی اتاق (همانند بسیاری از هیدروژن هالیدها) در ۱۹.۵ درجه سانتیگراد می‌جوشد و در دمای پایینتر از -۸۴ درجه سانتیگراد به صورت جامد در می‌آید. این ترکیب از منابع اصلی فلوئور است که با حل شدن در آب اسید ضعیف هیدروفلوریک اسید را به وجود می‌آورد که اثرات خورندگی بسیاری دارد و در صنایع پتروشیمی کاربرد زیادی دارد. این ماده بسیار سمی بوده و می‌تواند به ریه‌ها و چشم ها آسیب بزند.